# Geox
GEOX - італійський бренд, заснований в 1995 році, виробник взуття та одягу з використанням дихаючих матеріалів. Компанія була заснована Маріо Моретті Полегато (Mario Moretti Polegato) в 1995 році. Назва компанії походить від поєднання грецького слова «Geo» (Земля) і літери «X», що символізує сучасні технології. Компанія Geox є одним з провідних світових брендів в категорії International Lifestyle Casual Footwear Market (Shoe Intelligence, 2014 року).

## Історія бренду
«Взуття, яка дихає » - це ідея, особливий підхід і обіцянку гарного самопочуття і абсолютного комфорту, що стали місією Geox з дня його заснування.
Минуло майже 25 років з тих пір, як засновнику і президенту компанії Geox, Маріо Моретті Полегато прийшла в голову революційна ідея виконати отвори в гумовій підошві свого взуття. Тоді, під спопеляючим сонцем Невади, він відчув нестерпний дискомфорт в ногах. «Чому б не створити взуття, в якій гнучкість і міцність гумової підошви поєднувалися б з підвищеними можливостями випаровування вологи і повітропроникності?» - подумав Маріо Моретті Полегато і, повернувшись до Італії, втілив свою інтуїтивну ідею в життя в невеликої взуттєвої майстерні, що належала його родині . Технологія була їм негайно запатентована, і так з'явилася перша «дихаюча взуття». Полегато запропонував свій винахід відомим взуттєвим компаніям, але воно їх не зацікавило. Тоді, успішно пройшовши перевірку на ринку з створеної лінією дитячого взуття, Маріо Моретті почав власне виробництво. Кількість запатентованих технологій з часом збільшилася, а асортимент продукції Geox розширився спочатку до чоловічого та жіночого взуття, а в наслідку і до верхнього одягу.
У кожній колекції Geox сучасний повсякденний стиль поєднується з передовими технологіями, і навіть саме ім'я бренду відображає його зв'язок з природою і життям. Назва Geox утворено з давньогрецького слова Geo ( «земля») і букви «x», яка символізує собою сучасні технології, розроблені в італійських лабораторіях і захищені міжнародними патентами.
Весь шлях від ідеї до її реалізації, незважаючи на свою тривалість, був пройдений досить швидко. Про це свідчать успіхи, вписані в більш ніж чвертьстолітню історію компанії. Високотехнологічні рішення, що застосовуються у виробництві взуття та одягу, успішно проходять внутрішні і зовнішні випробування в реальних і екстремальних умовах - від гоночних арен до лижних трас. Запатентована компанією технологія «дихаючої взуття» на гумовій підошві зі спеціальною мембраною, проникною для водяної пари, але не для води, була застосована і в виготовленні взуття зі шкіряною підошвою, також здатної відштовхувати воду і виводити вологу. Нове покоління взуття Geox виготовляється із застосуванням технології Amphibiox - кращого захисту від дощу і негоди в поєднанні з максимальною повітропроникністю і природної терморегуляцией. Ця технологія забезпечує цілої низки моделей Geox неперевершений рівень вологоізоляції і захисту.

## Інновації бренду
В останні роки сім'ю технологій Geox поповнила унікальна амортизаційна система Xand, м'яка анатомічна підошва Xense, легка і гнучка лінія Nebula, технологія бічної транспірації Side Transpiration System і система Net Breathing System, що забезпечує приголомшливу повітропроникність по всій площі поверхні ступні. Але і це ще не все. Основна концепція комфорту і зручності при носінні, покладена в основу корпоративного бачення Geox, постійно розвивається і вдосконалюється, втілюючись у всіх видів продукції бренду. Технології виготовлення взуття дозволяють надати дихаючі властивості і верхньому одягу.

## Акціонери
- Mario Polegato Moretti - 70,98%
- Capital Research and Management Company - 4,95%
- Nordea 1 SICAV - 2,06%

## GEOX у світі
Geox є повністю італійською компанією, що отримала широке міжнародне визнання. Сьогодні вже більше 65% свого обороту компанія досягає за межами Італії в 110 країнах світу. Взуття та одяг Geox представлена в більш ніж 1 200 власних магазинах компанії та у близько 11 000 магазинах мультибрендового формату, включаючи провідні універмаги світу.

## GEOX в Росії
У березні 2022 року, незважаючи на повномасштабне вторгнення РФ в Україну, Geox відкрили свій 80-й магазин у Росії. Згідно списку, сформованого Yale SOM, компанія призупинила нові інвестиції в Росії. Незважаючи на припинення нових інвестицій можна стверджувати, що компанія все ще активно працює у Росії, оскільки у грудні 2022-го Geox представив нову капсульну колекцію взуття та аксесуарів сезону весна-літо 2023 року. "Продажі в Росії та Україні, які разом складають близько 10% від загального обсягу групи, відповідали планам на рівні близько 37 мільйонів євро, незважаючи на послаблення рубля"- каже компанія.